# Idioma yukpa
El idioma yukpa es un idioma de la familia Caribe hablado por la etnia yukpa en el estado venezolano de Zulia y en el departamento colombiano de Cesar.

## Gramática
La lengua yukpa tiene diez pronombres personales. Entre ellos, se distinguen dos formas para la primera persona del plural (nosotros):
- epü: se utiliza cuando el hablante se refiere a "tú y yo" (inclusivo).
- nana: se emplea cuando se refiere a "él/ella y yo" (exclusivo).
- En cuanto a la tercera persona del singular (él/ella), existen dos formas:
- ma o mash: se refiere a personas cercanas al hablante.
- ake: se refiere a personas que están a una distancia lejana.
- Para la tercera persona del plural (ellos/ellas), el yukpa distingue tres formas:
- masha: para personas que están cerca.
- aksha: para personas que están a una distancia lejana.
- oka: se refiere a personas ya mencionadas anteriormente o repetidas en el discurso.

|          |         | Número                                        |                                                                                        |
| Singular | Plural  |                                               |                                                                                        |
| Persona  | Primera | awü: yo                                       | epü: tú y yo nana: él/ella y yo                                                        |
| Persona  | Segunda | amo: tú                                       | amora: ustedes o vosotros/as                                                           |
| Persona  | Tercera | ma, mash: él (proximal) ake: él/ella (distal) | masha: ellos/ellas (proximal) aksha: ellos/ellas (distal) oka: ellos/ellas (anafórico) |

### Postposiciones
El yukpa, como otros idiomas caribes, usa por lo general postposiciones:
jenja pë këpëi
j-enja pë k-ëpëi
1p-mano por 2A1P-tomar:PASADO
'[tú] me tomaste de la mano'
-Buenos días  = penash nekena 
-Buenas tardes = kowanna 
-Buenas noches = kokoshna
-hola = pena

## Fonología
Registra 5 vocales y 10 consonantes.

### Vocales
|          | Anteriores | Centrales | Posteriores |
| -------- | ---------- | --------- | ----------- |
| Cerradas |            | ɨ         | u           |
| Medias   | e          |           | o           |
| Abiertas |            | a         |             |

La semicerrada /e/ varía libremente con la cerrada i.

### Consonantes
|             |             | labial | alveolar | palatal | velar |
| ----------- | ----------- | ------ | -------- | ------- | ----- |
| oclusivas   | oclusivas   | p      | t        |         | k     |
| nasales     | nasales     | m      | n        |         |       |
| fricativas  | fricativas  |        | s        | ʃ       |       |
| africadas   | africadas   |        |          | ʧ       |       |
| vibrante    | vibrante    |        | ɾ        |         |       |
| aproximante | aproximante | w      | j        |         |       |

Se ha propuesto incluir entre los fonemas yukpa la oclusiva glotal /ʔ/, que entre algunos hablantes es sustituida por la fricativa glotal /h/, pero podrían interpretarse como realizaciones glotales o aspiradas de las vocales, pues se presentan solamente al final de una sílaba antes de las consonante oclusivas, fricativas y africada y, generalmente son opcionales, por ejemplo:
- "mujer" = [woɾeʔpa] ~ [woɾehpa] ~ [woɾepa]
- "olla = [paʔʃe] ~ [pahʃe] ~ [paʃe]

La aproximante /j/ puede realizarse como africada sonora alveolar ʣ o postalvelar ʤ; la africada sorda /ʧ/ puede realizarse como palatoalveolar ʨ; la labiovelar /w /puede realizarse como bilabial  β̞ o labidental ʋ.

### Acento
El acento cae más frecuentemente sobre la segunda sílaba, pero puede caer en la primera.